# Georg Wildhagen (réalisateur)
Georg Wildhagen est un réalisateur allemand de cinéma et de télévision, né le 15 septembre 1920 à Hanovre et mort le 2 décembre 1990 à Mattsee.

## Carrière
Die lustigen Weiber von Windsor est, après Figaros Hochzeit (1949), la deuxième adaptation cinématographique d'un opéra réalisée par Wildhagen pour la DEFA. Après des querelles au sujet de la scène finale du film, qui devait être modifiée peu avant l'avant-première, Wildhagen ne réalise plus aucun film pour la DEFA et part s'installer à Hambourg.

## Filmographie
- 1949 : Les Noces de Figaro (de) (Figaros Hochzeit) (scénario et réalisation)
- 1950 : Les Joyeuses Commères de Windsor (de) (Die lustigen Weiber von Windsor) (réalisation)
- 1951 : Die Dubarry (de) (réalisateur et co-scénariste)
- 1953 : Eine Nacht in Venedig (Komm in die Gondel)
- 1954 : Hochzeitsglocken (réalisation)
- 1966 : Ein Tag in Paris (téléfilm, réalisation)
- 1967 : Lösegeld für Mylady (téléfilm, réalisation)
- 1970 : Paul Klee (Radio Bremen, téléfilm, réalisation, 30 min)
- 1970 : Der Feldherrnhügel
- 1975 : Künstler unserer Zeit – Diether Kressel (téléfilm de ZDF, 30 min)
- 1978 : Eifersucht (téléfilm, réalisation)